# اندیس سیلیس علی‌قلی
سیلیس علی قلی یک اندیس غیرفلزی است که در حوالی شهر خرانق استان یزد قرار دارد و مادهٔ معدنی موجود در آن، سیلیس است.سنگ میزبان این اندیس آهک و شیل و دولومیت و ماسه سنگ است و دیرینگی آن به دوران پرمین - روته می‌رسد. در این اندیس، پاراژنز‌های مالاکیت و آزوریت اکسیدهای مس یافت می‌شوند.